# ワク!どき!探検隊
『ワク!どき!探検隊』（わく!どき!たんけんたい）は、テレビせとうちが放送していたエリア観光情報番組である。

## 概要
主に岡山・香川県内のエリアの魅力を再発見し、紹介する地元向け観光情報番組。

## 放送時間

### 本放送
| 期間          | 期間          | 放送時間（日本時間）                | 備考                                               |
| ------------- | ------------- | ----------------------------------- | -------------------------------------------------- |
| 2012年7月7日  | 2013年3月30日 | 土曜日18:30 - 18:57（27分）         |                                                    |
| 2013年4月6日  | 2013年9月28日 | 土曜日13:30 - 14:00（30分）         | 『土曜スペシャル』枠拡大により繰り上げ、3分拡大    |
| 2013年10月5日 | 2014年3月29日 | 土曜日13:55 - 14:25（30分）         | 25分繰り下げ                                       |
| 2014年4月5日  | 2014年9月27日 | 土曜日14:00 - 14:30（30分）         | 5分繰り下げ                                        |
| 2014年10月5日 | 2015年3月29日 | 日曜日0:55 - 1:25（土曜深夜・30分） | プライムタイム枠番組の拡大により繰り下げの場合あり |

### 再放送
毎週日曜日24:35～25:05、毎週火曜日25:40～26:10(第1火曜日を除く)、毎週土曜日6:00～6:30、その後、毎週日曜日24:35～25:05だけになる

## 出演者
- リンクアップとっしー
- 藤田雅子（パイポー隊長）
- まちゃこ（2013年10月12日～）

### 過去の出演者
- ダイナマイト・イシムラ（番組開始～2013年3月9日）
- 心花～kokohana～ななえ（番組開始～2013年2月16日）
- 金子陽子（2013年4月～2013年9月）